# كرمانشاه (محافظة)

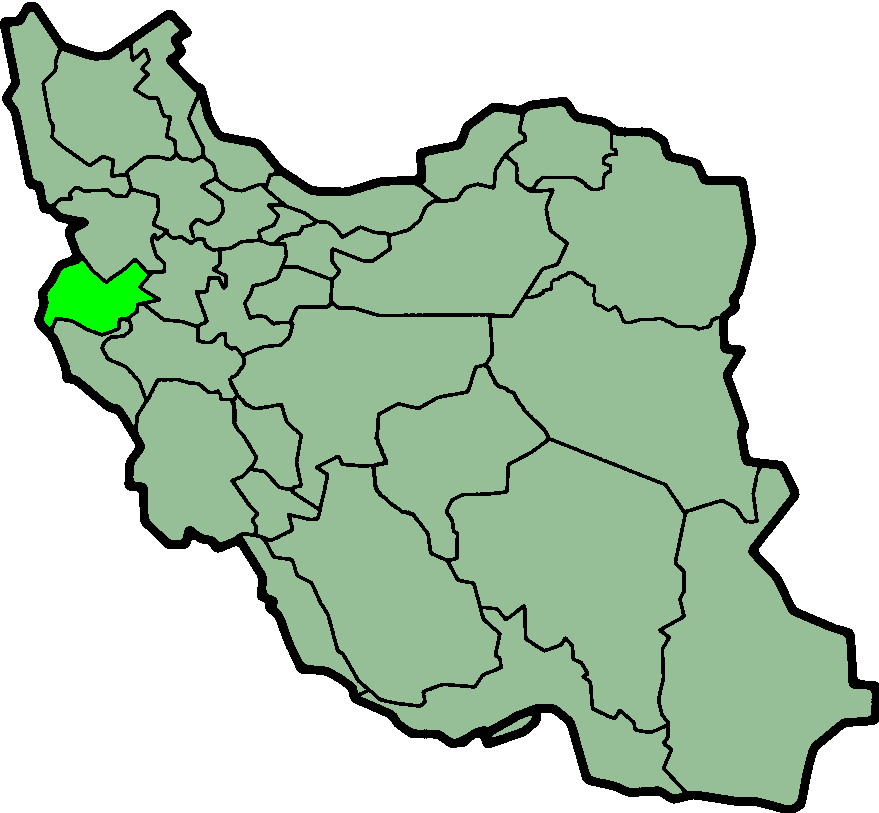

محافظة كرمانشاه (بالفارسیة: استان کرمانشاه) (بالكردية: پارێزگای كرماشان) هي إحدى محافظات إيران الواحد والثلاثين. عاصمتها مدینة کرمانشاه. يحدها من جهة الشمال محافظة کردستان ومن جهة الجنوب محافظة ایلام ولرستان ومن جهة الشرق محافظة همدان ومن جهة الغرب العراق تضم محافظة کرمانشاه أربع عشر بلدة ويقدر عدد سكانها بمليون و 900 ألف نسمة وجميعهم من الأكراد.أشهر المعالم السياحية في کرمانشاه: طاق بستان، نقش بيستون، معبد آناهیتا وكهف قوري قلعة. اشتهرت في العصور الإسلامية الأولى باسم (قرميسين) وهو تعريب كرماشان وهي التسمية الكردية للمحافظة إلى الآن. اکثر السکانها من أهل الشیعة والاقلیات من أهل السنة، یارسانیة والی آخره. حوالی 40% من أهل کرمانشاه من اتباع الامام شافعی.أهل السنة موجودون فی مدینة کرمانشاه وجوانرود وباوه وثلاث باباجانی وروانسر ونوسود ووشنوه وسنقر.

## التقسيمات القطرية

### تقسيمات البلاد عام 1316 هـ
في عام 1316، عندما تم تقسيم إيران إلى عشر محافظات، كانت المحافظات الحالية كرمانشاه، همدان، إيلام، ومعظم إقليم كردستان، المحافظة الخامسة (تتمركز في كرمانشاه).

### المقاطعات
وبحسب التقسيمات الحالية للبلاد، تضم محافظة كرمانشاه 14 مقاطعة و31 مركزًا حضريًا و86 قرية و2793 قرية.
- مقاطعة دالاهو
- مقاطعة غيلان الغرب
- مقاطعة هرسين
- مقاطعة إسلام آباد غرب
- مقاطعة جوانرود
- مقاطعة كنغاور
- مقاطعة كرمانشاه
- مقاطعة بانه
- مقاطعة قصر شيرين
- مقاطعة روانسر؛
- مقاطعة صحنة
- مقاطعة سربل ذهاب
- مقاطعة ثلاث بابا جاني
- مقاطعة سنقر

## الهيكل السياسي للإدارة الإقليمية
أعلى منصب إداري في كل محافظة هو الحاكم الذي يعينه وزير الداخلية ويجب أن يوافق عليه مجلس الوزراء. هوشنغ بازوند حاليا حاكم مقاطعة كرمانشاه. كما أن المجلس الإسلامي لمحافظة كرمانشاه هو أعلى هيئة لصنع القرار في مقاطعة كرمانشاه. تأسس المجلس الإسلامي لمحافظة كرمانشاه لأول مرة عام 1993.
وفقا للمادة 11 من قانون تنظيم واجبات وسلطات وانتخاب المجالس الإسلامية للبلد وانتخاب العمد، يتألف هذا المجلس من ممثلين منتخبين لمجالس المدن الفرعية، والتي في المرحلة الأولى بأغلبية مطلقة وفي حالة عدم تم انتخاب وترشيح الأغلبية النسبية من بين أعضاء مجلس المدينة. من مجلس محافظة كرمانشاه، سيتم انتخاب شخصين كممثلين للمحافظة ليكونوا أعضاء في المجلس الأعلى للمقاطعات.

## تاريخ المحافظة

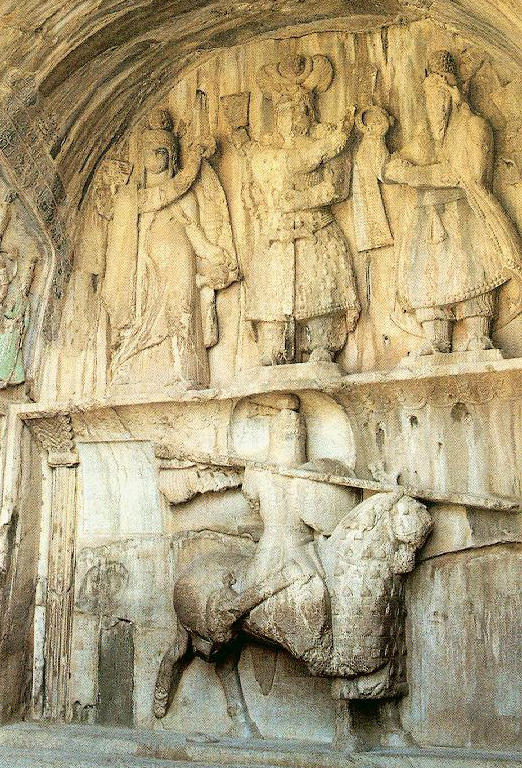
في اللوحة العلوية، يُعتقد أن خسرو الثاني يقف هنا في هذا الإغاثة في طاق بستان.

تشير الكتابات التاريخية إلى أن كرمانشاه كانت من أوائل مراكز الحضارة الإنسانية. على عكس الأجزاء الأخرى من إيران التي تم سكنها جزئيًا، فإن هذه المقاطعة مأهولة دون انقطاع في فترات مختلفة من التاريخ. هذه المنطقة في طريق طرق اتصال مهمة مثل الطريق الملكي وطريق الحرير وكانت واحدة من المناطق الجغرافية المهمة لإيران القديمة. كانت كرمانشاه واحدة من المراكز الرئيسية في الميديين وخلال الفترة الأخمينية كانت مهمة أيضًا مثل الميديين. خلال الساسانيين، كانت منطقة كرمانشاه التي تحمل نفس الاسم «ماد» تعتبر من أهم المراكز السياسية.

## الطقس
حيث أنها تقع بين منطقتين باردتين ودافئتين تتمتع بمناخ معتدل. كرمنشاه بمناخ معتدل والجبلية. تمطر أكثر في الشتاء ودافئة معتدلة في الصيف. هطول الأمطار السنوي 500 ملم. يبلغ متوسط درجة الحرارة في الأشهر الأكثر سخونة 22 درجة مئوية.

## التعليم العالي
- جامعة كرمانشاه للعلوم الطبية
- جامعة الرازي
- جامعة آزاد الإسلامية في كرمانشاه

## منتجات محلية
يشتهر اسم كرمانشاه على نوع من السجاد الفارسي سمي على اسم المنطقة. كما أن لديها حلويات شهيرة مصنوعة من الأرز، والمعروفة محليًا باسم «نان برنجی». سلعة كرمانشاهي الشهيرة الأخرى هي نوع خاص من الزيت، يُعرف محليًا باسم رون دان وعالميًا في إيران يُعرف باسم «زيت كرمانشاهي». أحذية كرمانشاه، التي تُعرف باسم ألقاب جيفة، جميلة جدًا.

## المعالم التاريخية
توجد العديد من عوامل الجذب التي تعود إلى عصر ما قبل الإسلام، مثل جسر كونيه، إلى الحدائق والمتاحف المعاصرة. بعض المواقع الأكثر شهرة هي:
- بيستون

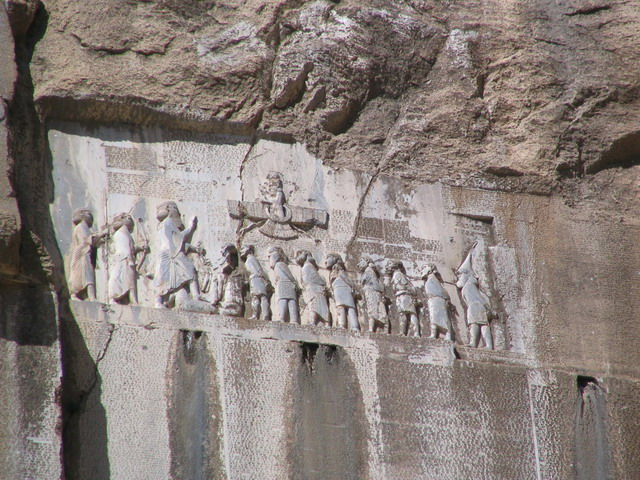
نقش داريوس الكبير بيستون

يقع نقش داريوس الكبير في بيستون، والذي يعود تاريخه إلى 522 قبل الميلاد، على ارتفاع 1300 متر في الجبال، ويعد أحد أشهر المواقع الأثرية في الشرق الأدنى. الموقع هو أحد مواقع التراث العالمي لليونسكو، وقد جذب الزوار لقرون.